# ポール・ノードフ
ポール・ノードフ（Paul Nordoff, 1909年6月4日 フィラデルフィア – 1977年1月18日 ノルトラインヴェストファーレン州ヘルデケ）はアメリカ合衆国の作曲家で音楽療法士。たいてい調的で新ロマン主義的な作風を採る。

## 略歴
ペンシルベニア州フィラデルフィアに生まれ、ピアノをフィラデルフィア音楽院に学んで、1927年に音楽学士号を、1932年に音楽修士号を取得。その後はジュリアード音楽学校でルービン・ゴールドマークの薫陶を受ける。
1938年から1943年までフィラデルフィア音楽院作曲科の主任教授を務め、1945年から1949年までミシガン州立大学の教員に転身し、1948年から1959年までバード大学で音楽の教授を務めた。この間、1933年と1935年に計2回グッゲンハイム奨学金を授与された。
1939年にマーサ・グラハムのバレエ「万人みなサーカス（Every Soul Is a Circus）」の舞踏音楽を作曲している。作品の版元に、アソシエイト楽譜出版社、カール・フィッシャー社、セオドア・プレッサー社、G・シャーマー社など。
1960年にフィラデルフィア・コムズ音楽大学から音楽療法で学士号を取得するなど、その分野でも活躍しており、1950年代と1960年代にノードフ＝ロビンズ式音楽療法を共同開発した。
1977年に西ドイツに客死した。67歳であった。

## 共著
- Music Therapy for Handicapped Children: Investigations and Experience. New York, 1965.
- Music Therapy in Special Education. New York, 1971.
- Therapy in Music for Handicapped Children. New York, 1971.
- Creative Music Therapy: Individualized Treatment for the Handicapped Child. New York, 1977.

以上すべてクライヴ・ロビンズとの共著．